# Posibilismo libertario
El posibilismo libertario fue una tesis de un sector del movimiento libertario en España que sin renunciar a los fines clásicos del anarquismo de lucha por la superación del Estado y el capitalismo aceptó elementos del régimen demoliberal de la II República Española para desarrollar sus actividades. Tuvo una importante participación en la Revolución Española de 1936, moderándola.
De esta corriente han surgido reiteradas propuestas de participación en los mecanismos del Estado, así por ejemplo en 1938 el secretario general de la Confederación Nacional del Trabajo (CNT), Horacio Martínez Prieto, propuso que la Federación Anarquista Ibérica se convirtiera en el Partido Socialista Libertario y participara en la socialdemocracia; también en el pleno de la CNT celebrado en julio de 1945 en Carabaña, Madrid, su secretario en funciones, José Expósito Leiva, propuso la creación de un Partido Libertario. En el llamado "Manifiesto de los diecisiete", del 23 de marzo de 1948, Miguel García Vivancos y otros miembros destacados del exilio libertario español, como Gregorio Jover proponían la creación del Partido Obrero del Trabajo, representación parlamentaria de la CNT. Ninguna de estas propuestas saldrá adelante. En esta línea se situaría el Partido Sindicalista de Ángel Pestaña de 1934 y el Partido Laborista de 1945-1947, vinculado a exmiembros de la CNT.

## Posibilismo contemporáneo
El Partido Sindicalista fue refundado en 1976, con escaso éxito. Las organizaciones anarcosindicalistas Sveriges Arbetares Centralorganisation (SAC) –de Suecia– y Confederación General del Trabajo (CGT) –del España– participan en elecciones sindicales y en la concesión de subvenciones estatales por sus actividades, por lo que a veces se las considera dentro del posibilismo, a pesar de que, en general, sus actividades son autónomas a la política.
El 11 de junio de 2016 la Organización Comunista Libertaria (OCL), el Frente de Estudiantes Libertarios, las Unidades Muralistas Luchador Ernesto Miranda (Umlem) y otros colectivos de Chile formaron parte de la fundación de Izquierda Libertaria, movimiento político-social que formó parte del Frente Amplio. Este encuentro es entendido por la prensa como el primer paso para la conformación de un Frente Amplio similar al que se conformó en Uruguay.